# Lobidiopteryx elgonica
Lobidiopteryx elgonica là một loài bướm đêm trong họ Geometridae.